# 東京NEWS
『東京NEWS』（とうきょうニュース）は、東京メトロポリタンテレビジョン（当時の通称MXTV）が1995年11月1日から1999年3月31日まで放送したローカルニュース枠の総称である。

## 概要
東京都域の民間放送局として開局したMXTVは当初からの試みとして、ローカルニュースを一日12時間以上にわたる長時間編成するという、日本の他の県域テレビでは見られない独特のスケジュールであった。このニュース枠は「東京NEWS」と呼ばれた。
この発想は当時ゼネラル・プロデューサー村木良彦の発案である。村木は、東京の最後発でコストもかけられない局について、ローカル情報を常に発信する形にし、併せてそれまでの自身の仕事（映像の記録）をヒントに、東京の様々な「今」を蓄積していく形を考え出し、東京都や当時の郵政省に支持されていた。テレビのプロがいなかったMXは、村木をゼネラルプロデューサーとして迎えたため、この路線となった。
村木は、「ゴールデンタイムを視聴者にお返しする」という表現で、どんな視聴者でも見られる時間に本番組を放送するため、1日に何度もローカルニュースを放送することにしたという。MXを24時間放送にしたのもそのためである。村木は、東京NEWSを24時間放送してもよかったと思うが様子を見た、という趣旨の発言もしている。

## 番組の構成
早朝、昼、夕方、夜間、深夜の1日5ブロックに分けて、ワイド画面（レターボックス16:9・ワイドクリアビジョン対応）で放送されていた（後述のスクエア1200のみ4:3画面）。オープニングも、18:00、22:00（とその再放送であるAM2:00）はフルCGで制作され、その他の時間帯のものも2種類存在した。
番組は、最新の全国および東京都のローカルニュースを中心にして、23区、多摩、伊豆諸島の地域ブロック、更に警視庁、都庁、テレコムセンター（開局当初から2006年夏までの本社所在地）等、都内各所にくまなく取材ネットワークを配置し、東京ローカルのニュースを大小を問わず積極的に伝えた。2:00分は22:00の冒頭45分間の再放送をしその後はエンディングまで天気カメラを映すことが多かったが、開局後1週間と重大ニュース発生時とには生放送を行った（ただし気象に関する重大ニュース発生時は「東京NEWS」扱いでない場合もあった）。
取材は「映像記者（ビデオ・ジャーナリスト）」によって行われた（当初23人）。通例、テレビニュースの現地取材はレポーターやカメラマン、現地ディレクターなどの複数のスタッフが関わって行われるが、MXテレビの映像記者は、原則としてこれらをひとりでこなし、さらに最終的に放送される内容の編集まで関わるという仕組みであり、日本の地上波放送局としては、MXテレビが初めてこの方式を本格的に導入した。
この「映像記者」制度を支えるために、最新鋭のデジタル技術を活かし、映像を半永久的に劣化せず、取材した当時の状態を維持することが出来る「ノンリニア編集システム」や「デジタルニューズギャザリング」を世界の報道機関で初めて取り入れた。
なお、東京都内のニュースの合間には、天気予報（ピンポイント含む。当初は東京NEWS外を含め「1日101回」と銘打っていた）や道路交通情報、『スクエア1200都民広場』『scene』『都政出前講座』『みんみん情報局」、当初15分間の独立番組だった『防災×365』も後に『東京NEWS』の5分間のコーナーとなった。
また、放送開始当初は、週末から週明けにかけては東京近郊に在日する外国人向けに『東京NEWSウイークリー』（のちに『ZERO IN』に改題）と題して英語・中国語・韓国語・ポルトガル語の15分ずつのニュース（副音声で日本語も）を編成していた（この流れは後に開局するFM放送局Inter FMに引き継がれた）。その後、一週間のニュースをまとめて（日本語で）伝える『ウィークリー東京NEWS』に改編となった。
1995年12月31日の22時からのパートでは『東京NEWSスペシャル』と称して30分延長して翌日0:30までの2時間半の放送とし、映像記者をすべてスタジオに集め、行く年に手を振る演出がなされた。なお、ほかの独立UHF放送局11局は民放テレビ版『ゆく年くる年』が終了して以来、テレビ神奈川制作の年越し番組をフルネットしていたが、このケースではそれによらない初のケースとなった（「年越し番組」を参照）。
しかし、ニュース中心の編成に対する視聴者からの不満や、局内不祥事、株主の反発によって経営状況が不安定になったことで、番組内容を大幅に改革せざるを得なくなり、早朝と同じ文字ニュースまで出て、末期(98年頃から)はワイド画面をやめ、ニュースとは名ばかりのVTRを独立番組のように放送したものの寄せ集め（コンプレックス）と化していた。村木自身、局はプランニングから運用へ移行したとして、開局翌年の1996年6月30日でゼネラルプロデューサーを辞任している。村木は「追われるように」とも発言している（）。
1997年4月にテーマ音楽やコーナー構成などを大幅に見直している。この改編から朝の時間帯はフォーマット放送となった。朝の時間帯のコーナーオープニング音楽では、かつてテレビ東京で放送されていた『情報カレンダー』のオープニングやエンディングと同じ曲が使われていた（ただしテレビ東京バージョンより長い）。
1999年4月改編で報道枠を大幅に縮小し、早朝の『白沢みきのモーニングTOKYO』（→『TOKYOモーニングサプリ』）を中心として、日中の定時スポットニュース（→『TOKYOアフタヌーンサプリ』）、夕方の『イブニングTOKYO』、夜間の『東京NEWS21時』（アンカーマンは鈴木哲夫、後の『TOKYO MX NEWS』）等に再編されている。『東京NEWS』を名乗る番組が21時台の1時間のみとなり、特定時間帯の固有名詞となったことで、この時点で『東京NEWS』は終了したとみてよい。

## アンカーパーソン
- 天野ひかり（平日22時の初代アンカー・土曜特集担当）
- 高瀬有紀子
- 白沢みき
- 沼田靖子
- 川口佐枝子
- 古賀久美子
- 坂本知子
- 宮崎綾子
- 谷岡理香（当初平日18時枠担当であったため、開局後最初の東京NEWS（これがこけら落とし番組）を担当することとなった）
- 播磨谷美貴子
- 地引美紀子
- 石川智徳
- 渡邊哲夫
- 薬師寺広
- 田中秀佳
- 塚本美也子
- 大輪香菊（旧姓：荒川）
- 池戸美香
- 奥野国英
- 原ゆう子
- 有馬孝榮
- 宗宮修一

## 放送時間の変遷

### 開局 - 1996年3月末の放送時間
（時間帯により東京都提供「スクエア1200」内包。後述）
- 朝6時 - 10時：天気予報と道路交通情報を15分単位で放送。お天気スペシャル
- 朝11時 - 昼1時
- 夕方6時 - 夜9時[注 3]
- 夜10時 - 12時
- 深夜2時 - 3時（実質夜10:00 - 10:45の再放送、日曜は休止。2:45より後は天カメに「最新のニュースが入り次第お伝えします」とテロップを出した状態が15分間流れていた。開局後1週間ほどは毎日新たに1項目ほどずつ顔出しニュースが流れていたが、その後は実際にニュースが流れることはまれだった。）

### 1996年4月 - 10月の放送時間
- 夕方は6時 - 夜7時10分と夜8時25分 - 9時45分までに縮小・変更（大井競馬場（東京シティ競馬）のトゥインクルレース生中継のため）
- 深夜は夜10時15分 - 深夜0時15分に変更（1996年9月まで編成していた15分間の「ミッドナイトウエザーお天気チェック（気象予報士による天気予報）」の放送時間が深夜0時から夜10時に変更されたため）なお、土曜日・日曜日は別編成のため、夜8時25分 - 9時と夜10時 - 10時20分、夜11時45分 - 深夜0時45分に変更されていた。
- そのほかの時間は変更なし。

### 1996年11月 - 1997年3月の放送時間
出典:

#### 平日
- 朝：6:00 - 10:00
- 昼：11:00 - 13:00
- 夕方：17:30 - 19:00
- 夜：20:30 - 21:45・22:00 - 0:00
- 深夜：2:30 - 3:45

#### 土日
- 朝：6:00 - 8:00・9:00 - 10:00
- 昼：11:00 - 13:00
- 夕方：18:00 - 19:00
- 夜：20:44 - 21:45・22:00 - 23:30

お天気スペシャルが減り、天気情報もCM明けに簡単な東京各地の天気をアンカーが伝える（土日は画面とBGMでの天気に変わった）。
また、夜のニュースに海外のVJなどが伝える映像記者報告などに変わり、土日は局のアナウンサー経験者がアンカーとして出演。

## テーマソング
開局 - 1996年3月
- DEEN「Run Around」（カラオケVer）（当初本編オープニング&随時、後に本編オープニングのみ）
- なお、この時期のオープニングミュージックはオリジナルである。

1996年4月 - 10月
- 鈴木雄大「僕の力をあげたい」（エンディング）

1996年11月 - 1997年3月
- フェスタ･モード「だいじょうぶ」（エンディング）

1997年4月 - 10月
・ザ・リッピントンズ「Faith」（オープニング）
- 宇井かおり「悲しみに負けないで」（エンディング）

1997年11月 - 1998年3月
- 永井真理子「今、君が涙を見せた」（エンディング）

## スクエア1200
この時間帯のみ東京都提供で、『東京NEWS』各パート毎に10分ずつ（たいていはそのパートの最後に）放送されていた。各パートとも、メイン企画と最後数分の『TOKYOインフォメーション』とから成る。1997年4月改編までは共通のオープニングタイトル・音楽があったが、この改編以後は各パート毎に独自映像・音楽のオープニングとなった。なおこのコーナー開始により、広域局の東京都提供番組の大半が1995年10月改編で終了している。
- 「あなたの街から生中継」（7:50）：八波一起が進行していた。裏の「ズームイン!!朝!」に似た「チェック・イン!」のポーズがあった。
- 「生活ガイドとうきょう」（12:50）: 1997年度オープニングはCHERRY （シェリー、ジャパンイラストミュージック発売のCD）
- 「都政出前講座」（20:45→18:15）
- 「鼎談」（23:50）

なお『東京NEWS』枠外であるが、21:45〜22:00（のち22:00〜22:15に移動）に『東京FILE23』という23区各区の番組も設定されていた。何区の番組かは日替わりで、まれに23区協議会による23区全域を対象とした番組となることがあった。こちらの番組開始により、1995年10月改編まで存在した、『いき粋タウンすみだ』『スーパーシティ中央』（いずれもテレビ東京）『風は世田谷』（フジテレビ）など広域局での23区提供番組の大半が終了した。